# Lars van der Haar
Lars van der Haar (født 23. juli 1991 Amersfoort) er en hollandsk professionel cykelrytter, der har specialiseret sig i cyklecross. Han kører for Baloise Glowi Lions. 
Lars van der Haar var den første europæiske prorytter til at vinde en World cup-afdeling på en crosscykel med skivebremser.

## Resultater
2008-2009
Hollandsk mester U23 Cyclo-cross
2010-2011
Hollandsk mester  U23 Cyclo-cross
Verdensmester  U23 Cyclo-cross
2011-2012
Hollandsk mester  U23 Cyclo-cross
Verdensmester U23 Cyclo-cross
2012-2013
Hollandsk mester Elite Cyclo-cross
3. plads ved Elite World Championships
2013-2014
Vinder, UCI Cyclo-cross World Cup, Valkenburg, Holland
Vinder, UCI Cyclo-cross World Cup, Tabor, Tjekkiet
Vinder, UCI Cyclo-cross World Cup, Zolder, Belgien